# Henry Warmoth
Henry Clay Warmoth (McLeansboro (Illinois), 9 mei 1842 - New Orleans (Louisiana), 30 september 1931) was een Amerikaans politicus en van 1868 tot 1872 gouverneur van de staat Louisiana.

## Jonge jaren en Burgeroorlog
Henry Warmoth bezocht de plaatselijke scholen van zijn geboorteplaats in Illinois. In 1860 werd hij als advocaat tot de balie toegelaten. Daarna werd hij in het 18e district van Illinois procureur. Tijdens de Burgeroorlog was hij luitenant-kolonel van een infanterie-eenheid. Daarmee nam hij deel aan de belegering van Vicksburg en werd er gewond. Hij werd oneervol uit het leger ontslagen omdat hij openlijk de verliezen van de Unionisten overdreven hoog voorstelde. Nadat hij door president Abraham Lincoln gerehabiliteerd werd, werd hij door generaal Nathaniel Banks in juni 1864 tot rechter van het bezette Golfgebied benoemd (Department of the Gulf Provost Court).

## Politieke carrière
In november 1865 trad Warmoth af als rechter om de Republikeinse kandidaat voor het Huis van Afgevaardigden te zijn. Hij werd verkozen, maar kon zijn mandaat in Washington D.C. niet opnemen omdat op dat moment geen afgevaardigden uit de Geconfedereerde Staten tot het Amerikaans Congres werden toegelaten. Warmoth werd dan advocaat in New Orleans, waar hij zich verzekerde van de steun van de zwarte bevolking. In april 1868 werd hij met twee stemmen verschil tot gouverneur van Louisiana verkozen. Zijn vicegouverneur was Oscar Dunn, een Afro-Amerikaanse schilder, die evenwel kort daarna overleed en door de voorzitter van de Senaat van Louisiana, P.B.S. Pinchback, werd vervangen.

## Gouverneur van Louisiana
Nadat Louisiana terug in de Unie werd opgenomen, nam Henry Warmoth zijn ambt op op 13 juli 1868.
Zijn vierjarig mandaat geldt nog steeds als de meest corrupte ambtsperiode van een gouverneur van Louisiana. Bij het begin van zijn ambt bedroeg de staatsschuld nog zes miljoen dollar, maar die liep op tot 100 miljoen dollar, een tot dan ongezien bedrag. Het kwam in de ganse staat tot onlusten en betogingen voor en tegen het kiesrecht voor zwarten en tegen de belastingverhogingen. Desondanks werd toen aan de zwarte bevolking de toelating verleend om met de trein te reizen, naar school te gaan en restaurants te bezoeken, waarbij er evenwel een strikte rassenscheiding werd aangehouden. Ondertussen raakte de gouverneur steeds meer in de corruptie verstrikt. Bij de gouverneursverkiezingen van 1872 was hij zelfs betrokken bij verkiezingsfraude, wat tot een afzettingsprocedure tegen hem aanleiding gaf. Toch zou dit betreurenswaardig voorbeeld in Louisiana school maken. Tot 1900 waren er steeds weer verkiezingsvervalsingen en onlusten over verkiezingsbetwistingen.
Bij die gouverneursverkiezingen van 1872 stonden de Democraat John McEnery en de Republikein William P. Kellogg tegenover elkaar. Het resultaat was nipt en Warmoth stelde een telbureau aan dat zijn favoriet, McEnery, tot winnaar uitriep. Een ander, door Republikeinen samengesteld, telbureau riep Kellogg tot winnaar uit. De Republikeinen maakten zich om het optreden van Warmoth nog kwader omdat hij lid van de Republikeinse Partij was. Het probleem bleef aanslepen tot september 1873, tot president Ulysses S. Grant ingreep en Kellogg tot overwinnaar uitriep. De Senaat van Louisiana slaagde er niet in om de gouverneur nog tijdens zijn ambtstermijn af te zetten gezien deze toch bijna ten einde was. De laatste 35 dagen werd hij evenwel geschorst.

## Verdere levensloop
In 1884 werkte hij mee aan de oprichting van een suikerraffinaderij. In 1888 was hij zonder succes kandidaat voor het ambt van gouverneur. Tussen 1890 en 1893 was hij hoofd van de douaneautoriteiten in de haven van New Orleans. In 1912 was hij afgevaardigde bij de partijdag van de Republikeinse Partij, functie die hij trouwens eerder al in 1868 had bekleed. Daarna trok hij zich uit het publieke leven terug. Hij overleed in 1931. Met zijn vrouw Sally Durand had hij drie kinderen.